# Le rose del deserto
Le rose del deserto és una pel·lícula del 2006, l'última dirigida per Mario Monicelli, basada en la novel·la Il deserto della Libia di Mario Tobino i el passatge Il soldato Sanna extret de l'òpera La guerra d'Albania de Giancarlo Fusco.
El títol de la pel·lícula prové de la forma mineral del guix anomenada "rosa del desert".

## Argument
A la Segona Guerra Mundial un grup de soldats italians és enviat a Egipte per donar ajuda a la població local. Els militars, però, haurien d'esperar altres directives del Duce Benito Mussolini però perden completament el contacte amb Itàlia. Aviat els membres de la brigada, que inclou personatges molt curiosos i pintorescos com el Capità que estima la poesia, es familiaritzen amb els costums locals i obliden el seu deure de soldats. De nou, però, la guerra imposa la seva presència, després d'una trobada amb una missioner renegat (Michele Placido) que camina pel desert amb una tropa d'alemanys. Quan les hostilitats tornen a començar, els soldats prenen les armes, però alguna cosa ha canviat amb la seva experiència i comencen a considerar la guerra com a inútil, mentre podrien viure en un oblit feliç en una terra tan bella i rica en cultura. Aquests pensaments s'interrompen quan el capità, que només havia estat una figura de referència per a les tropes, descobreix que la seva dona recentment morta no li era fidel. Se suïcida saltant contra les armes d'algun beduí.

## Repartiment
- Michele Placido: germà Simeó
- Giorgio Pasotti: Tinent Marcello Salvi
- Alessandro Haber: Major Stefano Strucchi
- Moran Atias: Aisha
- Stefano Scandaletti: Tinent Olmi
- Enzo Marcelli: soldat Pilotto
- Tatti Sanguineti: general del "Minotaure"
- Fulvio Falzarano: sergent Barzottin
- Gianmarco Trevisanello: General Maglio
- Giuseppe Oppedisano: caporal calabrès
- Nicola Acunzo: caporal napolità
- Francesco Guzzo: soldat llombard
- Claudio Bigagli: soldat de la Maremma
- Danilo De Summa: soldat
- Tiziano Scarpa: Capità Dante Campiotti

## Curiositats
Els membres del grup Elio e le Storie Tese també haurien d'haver participat a la pel·lícula, com a figurants, en el paper d'uns soldats morts. Aleshores, la col·laboració no es va dur a terme a causa dels compromisos de la banda.

## Reconeixement
- 2007 - Nastro d'argento
  - Millor actor secundari (Alessandro Haber)
- 2007 – Premi Cinearti La chioma di Berenice
  - Millor escenografia de pel·lícula (Lorenzo Baraldi)